# Blavod

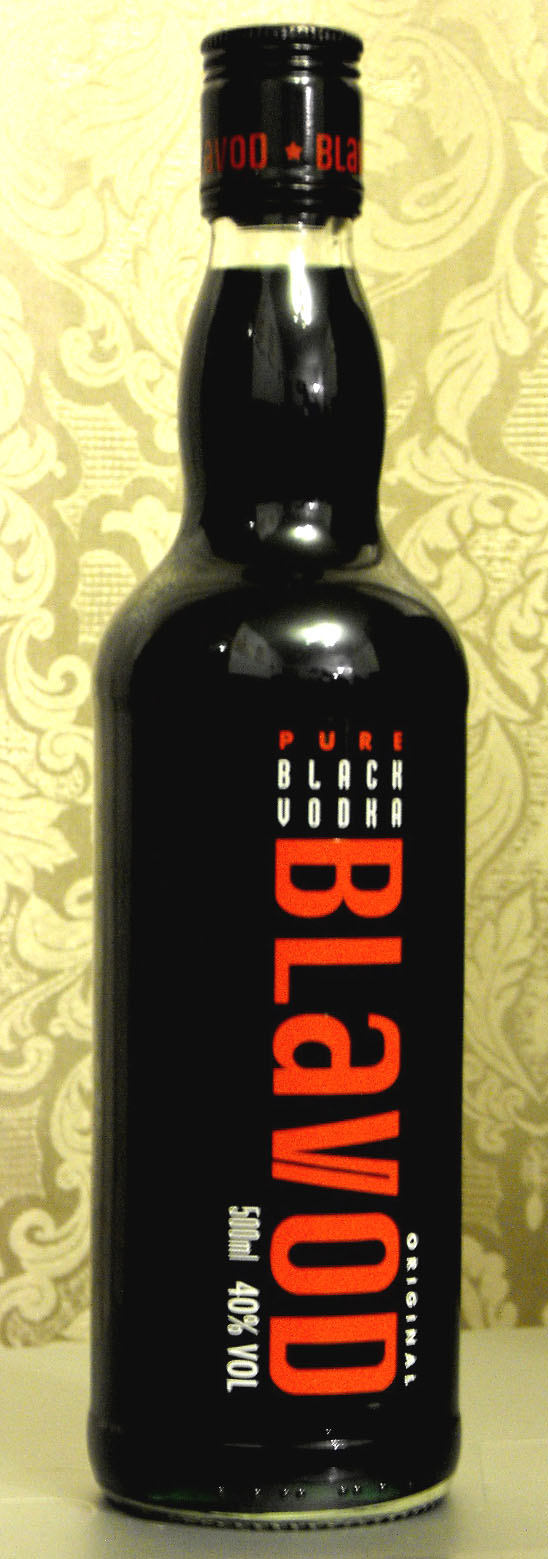

Blavod (skrót od Black Vodka) – czysta, naturalna wódka o czarnym kolorze i delikatnym smaku pochodząca z Wielkiej Brytanii.
Kolor Blavod uzyskuje się przy użyciu kory specjalnego gatunku akacji, rosnącego w Birmie i innych regionach południowej Azji oraz centralnej i wschodniej Afryki. 
Stworzył ją Christopher Hayman.